# Montbrison-sur-Lez
Montbrison-sur-Lez è un comune francese di 323 abitanti situato nel dipartimento della Drôme della regione dell'Alvernia-Rodano-Alpi.
Il comune si è chiamato Montbrison, fino al 26 agosto 2004.

## Società

### Evoluzione demografica
Abitanti censiti